# Drone-aanval op de kerncentrale van Tsjernobyl
Op 14 februari 2025 viel een drone (een onbemand luchtvaartuig) de kerncentrale van Tsjernobyl in Oekraïne aan. De drone raakte de New Safe Confinement-structuur van de kerncentrale en veroorzaakte aanzienlijke schade aan de beschermende overkapping, maar de aanval leidde niet tot verhoogde stralingsniveaus in de omgeving. De Oekraïense president Volodymyr Zelensky verklaarde dat een Russische gevechtsdrone met een "hoog-explosieve springkop" de structuur had geraakt. Rusland ontkende de beschuldigingen en suggereerde dat Oekraïense functionarissen het incident hadden aangekaart om de vredesonderhandelingen te ondermijnen.
De aanval vond plaats kort voor een veiligheidsconferentie in München waar de Amerikaanse vicepresident J.D. Vance een ontmoeting zou hebben met de Oekraïense president Volodymyr Zelensky. Een dag vóór de aanval had de Amerikaanse president Donald Trump mogelijke vredesonderhandelingen aangekondigd, na wat hij omschreef als een “zeer productief” gesprek met de Russische president Vladimir Poetin.

## Inslag
In de vroege ochtend van 14 februari 2025, rond 01.50 uur lokale tijd, meldden medewerkers van het Internationaal Atoomenergieagentschap (IAEA) die op de locatie in Tsjernobyl gestationeerd zijn, dat ze een explosie hadden gehoord in de New Safe Confinement-faciliteit. Deze structuur is gebouwd om te voorkomen dat de overgebleven radioactieve stoffen op de rampplaats in Tsjernobyl vrijkomen.
Visueel bewijs van de aanval, gedeeld door president Zelensky op het socialemediaplatform X, toonde een felle lichtflits die uit het dak van de faciliteit boven reactor 4 kwam, gevolgd door een dikke rookpluim die de lucht in steeg. De Oekraïense hulpdiensten reageerden snel om de ontstane brand te blussen.
Volgens de Oekraïense Veiligheidsdienst (SBU) was de drone die de aanval uitvoerde een HESA Shahed 136, een door Iran ontworpen type drone. Iran leverde dergelijke drones aan Rusland tijdens de Russische invasie van Oekraïne, en het gebruik ervan door Rusland is tijdens de oorlog goed gedocumenteerd. Deze bewering werd ondersteund door Marcel Plichta van het Centre for Global Law and Governance aan de Universiteit van St. Andrews in Schotland, die daaraan toevoegde dat “Rusland vaak dit soort aanvallen gebruikt om de controle over het narratief terug te krijgen.” Ook de Poolse minister van Buitenlandse Zaken Radosław Sikorski en het Centrum voor Oostelijke Studies meldden dat een Russische Shahed-drone de centrale had geraakt.
Volgens de Oekraïense luchtmacht werd Oekraïne die nacht aangevallen door Russische troepen met 133 Shahed-drones, waarvan er 73 werden neergeschoten. De Britse kolonel Hamish de Bretton-Gordon schreef in The Daily Telegraph dat zich in de buurt van Reactor 4 geen duidelijke militaire doelen leken te bevinden en dat Shahed-drones, voor zover bekend, zeer nauwkeurig zijn in hun aanvallen. Hij stelde dat de aanval mogelijk doelgericht was, maar dat het onmogelijk is om daar met zekerheid over te oordelen, gezien het feit dat er die nacht meer dan honderd drones werden ingezet.

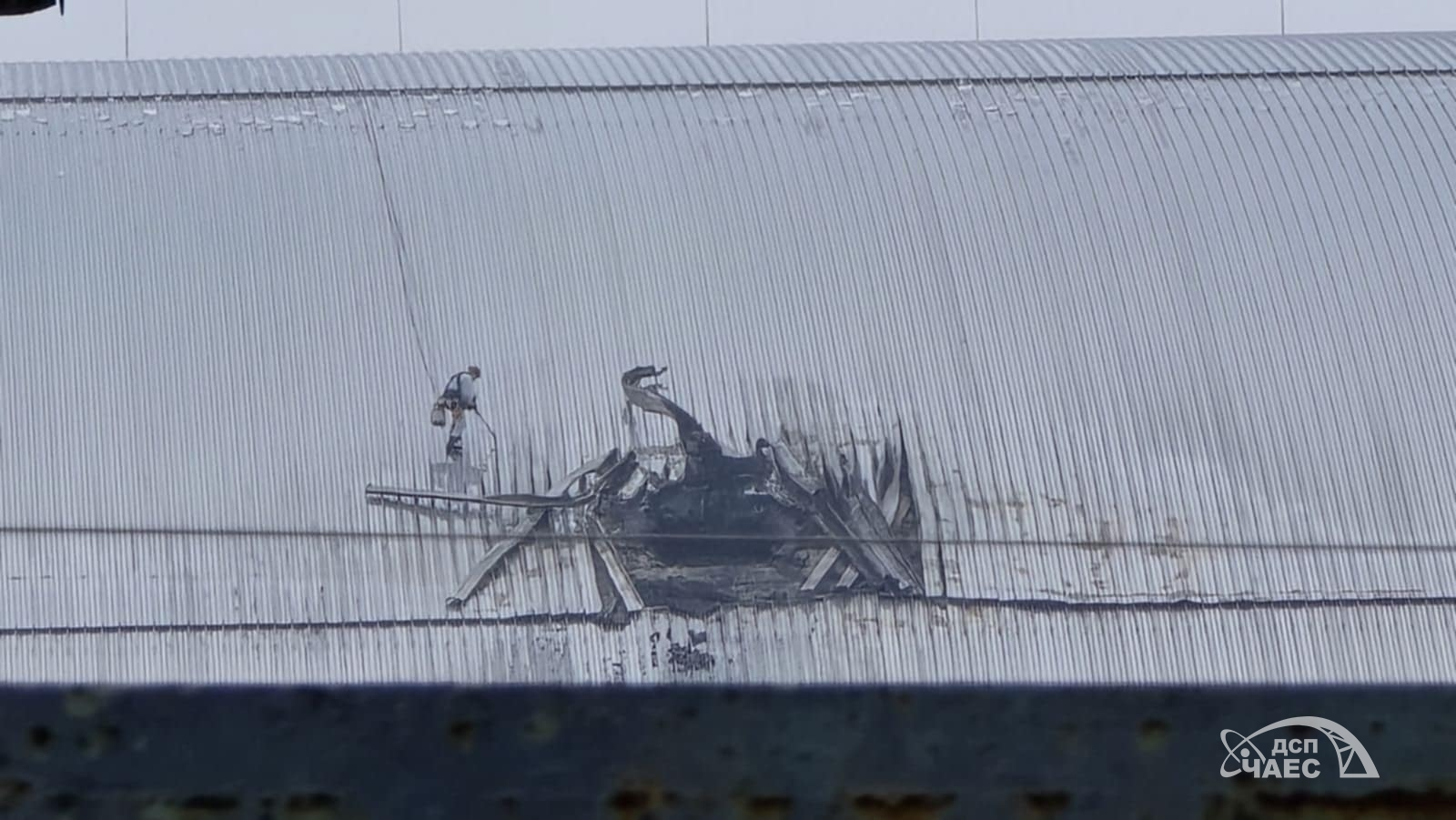
Gat in de NSC-structuur

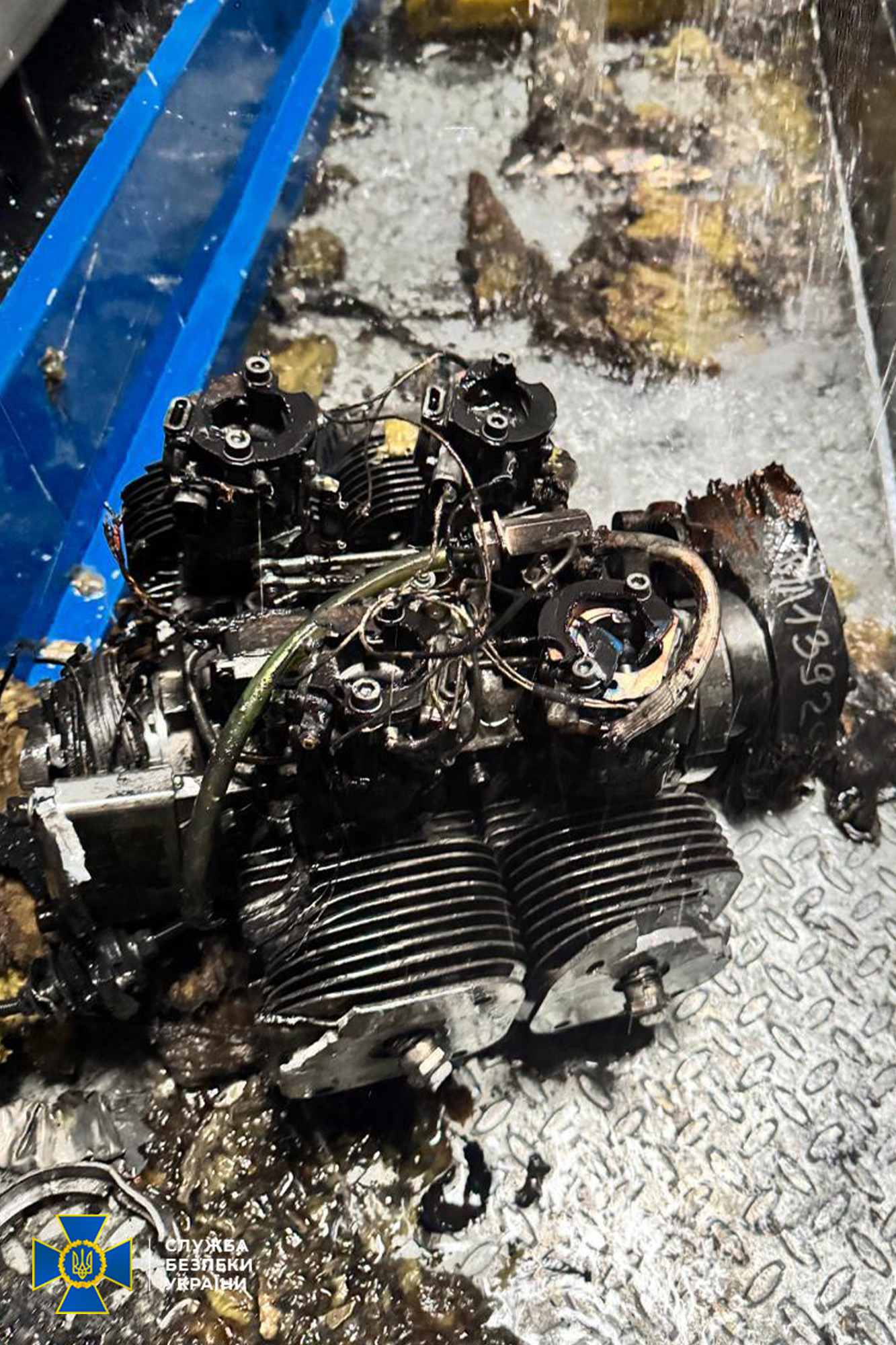
Motor van de drone

Na de aanval voerden de Oekraïense autoriteiten direct een beoordeling uit van de structurele schade en de mogelijke stralingsrisico’s. De Oekraïense Staatsnooddienst bevestigde dat de stralingsniveaus binnen de normale grenzen bleven, hoewel de eerste onderzoeken wezen op aanzienlijke schade aan de beschermende schuilkelder. President Zelensky deelde later foto’s die naar verluidt het interieur van de beschadigde sarcofaag laten zien.
Deskundigen van het IAEA onderzochten de volgende dag de containmentstructuur en ontdekten dat de brand waarschijnlijk werd veroorzaakt door brandbaar materiaal in de dakbedekking. Ze constateerden dat een groot deel van het gebied beschadigd was en bevestigden dat zowel de buitenste als de binnenste bekleding was doorboord, waardoor een gat van ongeveer zes meter in diameter was ontstaan. De dragende balken lijken echter nauwelijks beschadigd te zijn. Daarnaast verklaarden de experts dat de gevonden resten van een drone, die Oekraïne aan de aanval toeschrijft, overeenkomen met een Shahed-type drone. Het IAEA heeft geen van beide partijen de schuld gegeven voor het incident.
Twee weken later smeulde de dakisolatie nog steeds. Thermische beeldvorming werd ingezet om de waterinjectie te begeleiden bij het blussen van de branden, terwijl er tegelijkertijd begonnen werd met de reparatie van de gevelbekleding.

## Reacties
President Zelensky noemde de aanval en de aanhoudende drone-aanvallen op de Oekraïense infrastructuur een duidelijk bewijs dat de Russische leiding geen echte interesse heeft in diplomatieke oplossingen. Volgens hem tonen deze acties juist de intentie om "de wereld te blijven misleiden". Hij riep de internationale gemeenschap op om "druk uit te oefenen op de agressor" en benadrukte dat "Rusland ter verantwoording moet worden geroepen voor zijn daden".
De Russische regering ontkent de beschuldigingen over de aanval op de elektriciteitscentrale. Kremlin-woordvoerder Dmitri Peskov verklaarde dat "ons leger dat niet doet" en suggereerde dat Oekraïense functionarissen de aantijgingen gebruikten om vredesonderhandelingen te verstoren. Ook de Russische diplomaat Rodion Miroshnik beschuldigde Kiev ervan hysterisch te reageren op het begin van de dialoog tussen Poetin en Trump door grootschalige drone-aanvallen op Russische regio’s uit te voeren.